# Гайнц Поллай
Гайнц Поллай (нім. Heinz Pollay, 4 лютого 1908 — 14 травня 1979) — німецький вершник.
Олімпійський чемпіон 1936 (індивідуальна виїздка), 1936 (командна виїздка) років, бронзовий призер 1952 року в командній виїздці.